# Saint-Projet (Tarn e Garonna)
Saint-Projet è un comune francese di 305 abitanti situato nel dipartimento del Tarn e Garonna nella regione dell'Occitania.

## Società

### Evoluzione demografica
Abitanti censiti